# Konstanty Kisiel
Konstanty Kisiel (ur. 1894 w Paszelach, zm. 18 stycznia 1931 w Lidzie) – rosyjski i polski wojskowy, uczestnik I wojny światowej, oficer Armii Imperium Rosyjskiego, I Korpusu Polskiego w Rosji, Samoobrony Lidzkiej i Wojska Polskiego, w tym Korpusu Ochrony Pogranicza.

## Życiorys
Urodził się 14 marca 1894 roku we wsi Paszele, w powiecie oszmańskim guberni wileńskiej. Pobierał nauki początkowe w rodzinnej wsi, potem wstąpił do Seminarium Duchownego w Wilnie. Jeszcze przed wybuchem I wojny światowej opuścił je i pracował prywatnie jako praktykant aptekarski w Wilnie. W 1915 roku wyjechał do Moskwy, gdzie w I Moskiewskim Korpusie Kadeckim Katarzyny II złożył egzamin uprawniający go do otrzymania stopnia oficerskiego w Armii Imperium Rosyjskiego. W tym samym roku został mianowany chorążym. Brał udział w walkach na froncie wschodnim I wojny światowej na Ukrainie.
W 1917 roku opuścił wojsko rosyjskie w stopniu sztabskapitana i wstąpił do I Korpusu Polskiego gen. Józefa Dowbor-Muśnickiego. Po jego rozformowaniu powrócił w rodzinne strony. W pierwszych dniach stycznia 1919 roku wstąpił do Samoobrony Lidzkiej w stopniu porucznika. Później był kolejno dowódcą kompanii i zastępcą dowódcy batalionu w oddziale mjr. Władysława Dąbrowskiego. Następnie pełnił funkcję dowódcy batalionu w Lidzkim Pułku Strzelców. W 1926 roku został przeniesiony do 6 Brygady Korpusu Ochrony Pogranicza. 12 kwietnia 1927 roku został mianowany kapitanem ze starszeństwem z dniem 1 stycznia 1927 roku i 57. lokatą w korpusie oficerów piechoty. W listopadzie 1928 roku został przeniesiony z KOP do 55 Poznańskiego pułku piechoty w Lesznie. Podczas ćwiczeń wojskowych nabawił się przeziębienia, a następnie ciężkiej choroby płuc. We wrześniu 1930 został zwolniony z zajmowanego stanowiska i oddany do dyspozycji dowódcy Okręgu Korpusu Nr VII. Zmarł 18 stycznia 1931 roku w Lidzie. Został pochowany na cmentarzu parafialnym w tym samym mieście.

## Ordery i odznaczenia
- Krzyż Walecznych trzykrotnie[7]
- Krzyż Zasługi Wojsk Litwy Środkowej – 3 marca 1926 roku[8]
- Krzyż Świętego Jerzego IV klasy (Imperium Rosyjskie – za waleczność na froncie I wojny światowej na Ukrainie)[1]